# Клоновець-Корач
Клоновець-Корач (пол. Kłonowiec-Koracz) — село в Польщі, у гміні Скаришев Радомського повіту Мазовецького воєводства.
Населення — 200 осіб (2011).
У 1975-1998 роках село належало до Радомського воєводства.

## Демографія
Демографічна структура станом на 31 березня 2011 року:
|          | Загалом | Допрацездатний вік | Працездатний вік | Постпрацездатний вік |
| -------- | ------- | ------------------ | ---------------- | -------------------- |
| Чоловіки | 102     | 18                 | 67               | 17                   |
| Жінки    | 98      | 21                 | 54               | 23                   |
| Разом    | 200     | 39                 | 121              | 40                   |